# Озрен Кебо
Óзрен Кéбо — боснійський журналіст, есеїст.

## Біографія
Народився в Мостарі, Боснія і Герцеговина, 1 червня 1959 року.
Отримав освіту журналіста в Сараєвському університеті.
Був помічником редактора газети Vecernje novine (1986—1994) та журналу Dani (1977—1994), а також коментатором журналу Slobodna Bosna (1998—2001). Працював головним редактором журналу Start, який був офіційно проголошений кращим боснійським журналом у 2003 році.
У 1996 році Озрен Кебо опублікував книгу «Сараєво для початківців» («Sarajevo za pocetnike»), яка містить есеї, написані ним під час облоги міста. Наступного року робота була перекладена французькою мовою і номінована на міжнародну премію «Witness of the World».
З 2006 року не дав жодного інтерв'ю, 5 жовтня 2023 року зробив виняток для українських читачів, виступивши на Book Forum Lviv.

## Українські переклади
- Озрен Кебо. Сараєво для початківців / Переклад Катерини Калитко. Брустурів: Дискурсус, 2017. 144 с.